# 金枝藻目
金枝藻目（学名：Phaeothamniales）為淡色藻门金枝藻纲的一目藻類植物。

## 下级分类
本目包括以下科：
- Phaeosaccionaceae
- 金枝藻科 Phaeothamniaceae